# Ormulum

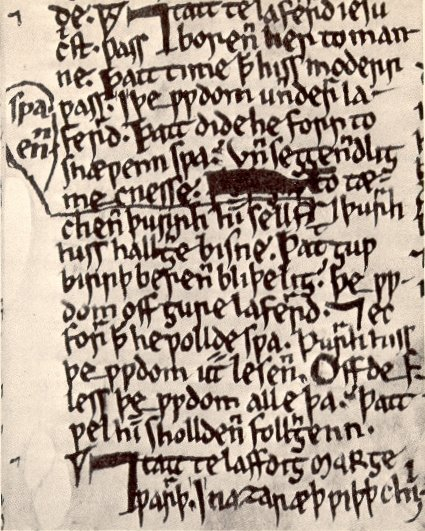
Ukázka textu

Ormulum (nebo Orrmulum) je anglicky psaný rukopis z 12. století, uchovávaný v Bodleyově knihovně v Oxfordu. Jeho autorem je augustiniánský mnich Orrm (též Orm či Orrmin). Spis obsahuje předmluvu, věnování a téměř 19 000 veršů biblických kázání v rané střední angličtině. Rukopis má ohromný význam pro dějiny angličtiny, protože Orrm se snažil přesně zachytit výslovnost tehdejšího jazyka, a za tím účelem vyvinul svůj vlastní pravopis, umožňující odlišit výslovnost souhlásek i délku samohlásek.